# Simone Ruffini
Simone Ruffini (né le 7 décembre 1989 à Tolentino) est un nageur italien, spécialiste des 5 km et 25 km en eau libre. À Kazan, il remporte la médaille d'or du 25 km lors des Championnats du monde de natation.

## Biographie
Ses débuts internationaux datent de 2007 ; à Milan, il participe à l’épreuve du 5 km individuel des championnats d’Europe junior où il termine à la 8e place. Lors de ceux de 2008, disputés à Sète, il se classe 7e de la même épreuve mais décroche la médaille de bronze du 3 km par équipe.
En 2009, lors des championnats du monde organisés dans la capitale de son pays, il doit se contenter de la 9e place de la finale du 5 km individuel.
L'année suivante, sélectionné pour l'épreuve du 5 km individuel des mondiaux, disputés à Roberval, il se classe 10e. Deux semaines plus tard, le jeune espoir de la natation en eau libre italienne, obtient ses premières médailles internationales chez les seniors lors des championnats d'Europe ; dans les eaux du lac Balaton, il arrive 3e, à égalité avec le Grec Spyrídon Yanniótis, sur sa distance de prédilection. Avec ses coéquipiers Simone Ercoli et Rachele Bruni, il obtient également le titre de vice-champion du 5 km par équipe derrière l'équipe grecque, composée de Spyrídon Yanniótis, Antónios Fokaïdis et Kalliópi Araoúzou, largement dominatrice de l'épreuve.
Il concourt pour l'Esercito mais il s'entraîne avec le club de l'Aniene. Il a été champion italien de fond en 2010 et son meilleur résultat international est une médaille d'or aux Universiades de 2011 avant sa victoire à Kazan en 2015.
À Kazan, son épreuve a été un sans faute : toujours dans les premières positions, il prend la tête avec la progression finale et il termine en 4 h 53 min 10 s 7 en se détachant de l'Américain Mayer à mille mètres de l'arrivée.

## Palmarès

### Championnats du monde
| Épreuve / Édition | Rome 2009        | Roberval 2010     | Shanghai 2011  |
| 5 km individuel   | 9e 56 min 47 s 3 | 10e 58 min 00 s 4 | 9e 56 min 29 s |

### Championnats d'Europe
| Épreuve / Édition                 | Budapest 2010        | Hoorn 2016       |
| 5 km contre-la-montre             | Bronze 59 min 15 s 9 | -                |
| 5 km par équipes contre-la-montre | Argent 59 min 55 s 6 | Or 55 min 59 s 3 |

### Championnats d'Europe juniors
| Épreuve / Édition | Milan 2007       | Sète 2007             |
| 5 km individuel   | 8e 58 min 35 s 5 | 7e 1 h 00 min 42 s 66 |
| 3 km par équipe   | -                | Bronze 36 min 32 s 35 |